# Lindernia boutiqueana
Lindernia boutiqueana é uma espécie botânica do gênero Lindernia pertencente à família Linderniaceae.